# 高橋良輔
高橋良輔（日语：／ Takahashi Ryōsuke，1943年1月11日—），日本男性動畫導演、動畫演出家、編劇、製作人。
他有許多筆名，包括「高橋和 十八」、「山口和 十八」。紅半纏工作室（スタジオあかばんてん）代表。大阪藝術大學人物造形學系教授。倉敷藝術科學大學兼任講師。日本動畫製作者協會（JAniCA）會員。

## 簡歷
高橋良輔在伊藤忠汽車公司擔任ISUZU Hillman Minx等高級汽車的銷售員時，正在明治大學二校（夜間）文學院學習，當時東映動畫的一位朋友向他介紹了虫Production，他於1964年辭去了汽車公司的工作並加入了虫Production。此後，他讀了一段時間的大學，但於1967年退學。在虫Production任職期間，他負責根據手塚治虫作品創作和導演動畫作品。1969年完成《多羅羅》後，他離開了虫Productions，轉移到廣告製作公司Group Dart。
之後，原虫Productions的工作人員成立了動畫製作公司日昇動畫，從《英勇無敵號》開始，他主要參與該公司的作品。
除了代表作《裝甲騎兵波德姆茲》等與寫實機器人相關的作品外，他還創作了搞笑、溫馨故事、戰鬥等多種類型的作品。他也參與了日昇動畫針對女孩的動畫《超時空保姆》。
1990年代，除了日昇動畫之外，他還作為演出協力在GALLOP編導各種類型的作品。特別是，據參與《小紅帽恰恰》劇本創作的三井秀樹表示，他在該作品的劇本統籌中發揮了作用，並提供了想法。
其導演根據寫實機器人改編的作品中出現了獨特的噱頭，影響了其它動畫和漫畫。例如《裝甲騎兵波德姆茲》中的「滾軸衝刺」、「（使用火藥）手臂拳擊」和「Pile Bunker」、《機甲界加里安》中的「蛇腹劍」 。

## 人物
他是業界同行押井守的粉絲，最喜歡的作品是《福星小子2：綺麗夢中人》。
1960年，當時還很年輕的他無法理解安保鬥爭，而在1970年的安保鬥爭期間，他無法完全參與學生運動，因為他處於「我動彈不得，因為我看到的太多了」的狀態。他說，其性格中的這種弱點「動彈不得」是製作《達格拉姆》的根源，並反映在主角的性格中。

## 風格
自由作家霜月高中將高橋作品的特徵描述為「主角與情境的衝突」。
他主要作為由劇本統籌，控制整個作品，是從文學角度支持作品的人。高橋總是為下集預告寫稿子。
大多數畫面表現的控制，將其保留在輪換表現上。
高橋這樣評價自己「這個系列的精髓是開頭、文學藝術和下集預告。我的角色就是處理這些事情。我對此很有信心，而且我很適合。剩下的事任何人都可以做」「我不是那種像宮崎駿那樣在片場拼盡全力的人，也不是那種像富野由悠季那樣為周圍的人大聲吹號的人」。
押井守說「（高橋）他不是很有主見，但他仍然能夠成為一名導演」「他有一種像他一樣做事的方式」「我喜歡他在工作中找出關鍵點的態度。看到這個之後，我的想法是『制定一個要做的事情的方向，然後將這方面委託給有才華的員工，然後將所有元素匹配到一個部分』發展了一種方法論」對此他印象深刻。

## 受獎歷
- 1984年：第6屆Anime Grand Prix男性角色部門第1名：齊力可·裘比（日语：キリコ・キュービィー）（《裝甲騎兵波德姆茲》）
- 1985年：第2屆日本動畫大獎（日语：日本アニメ大賞）原子獎 OVA部門 最優秀作品獎（《裝甲騎兵波德姆茲 最後的紅肩隊》）
- 1986年：第3屆日本動畫大獎原子獎演出部門最優秀演出獎（《蒼藍流星SPT雷茲納》）
- 2024年：東京動畫獎祭典2024動畫功勞部門[10]。

## 參加作品

### 電視動畫
1964年
- 原子小金剛 (1963年版)（日语：鉄腕アトム (アニメ第1作)）（—1965年，製作進行、演出助手）

1965年
- W3（日语：W3）（演出）

1967年
- 悟空大冒險（演出）
- 緞帶騎士（演出）
- 萬能怪獸（—1968年，演出）

1968年
- 動物1（日语：アニマル1）（演出）

1969年
- 多羅羅 (1969年版)（改名後：多羅羅和百鬼丸）（演出）
- 嚕嚕米（日语：ムーミン (アニメ)）（—1970年，演出）

1971年
- 飄泊的太陽（演出）
- 萬能旋風兒（日语：国松さまのお通りだい）（—1972年，演出）

1973年
- 英勇無敵號、英勇無敵號保護地球！（—1974年，導演、編劇、分鏡、演出）

1975年
- 勇者萊汀（分鏡）
- 淘氣原始人克姆克姆（日语：わんぱく大昔クムクム）（演出）

1976年
- 漫畫日本昔話（日语：まんが日本昔ばなし）（—1994年，演出）
- 漫畫世界昔話（日语：まんが世界昔ばなし）（—1979年，演出）
- 機器人之子比頓（日语：ろぼっ子ビートン）（—1977年，分鏡）
- 超電磁機器人 孔巴德拉V（—1977年）

1977年
- 漫畫偉人物語（日语：まんが偉人物語）（演出）

1978年
- 野球狂之詩（日语：野球狂の詩）（分鏡）

1979年
- 人造人009 (1979年版)（—1980年，導演）
- The☆超人力霸王（—1980年，分鏡）

1980年
- 原子小金剛 (1980年版)（—1981年，編劇、分鏡）

1981年
- 太陽之牙達格拉姆（—1983年，原作[注 2]、導演[注 3]、編劇、分鏡[11]、主題歌作詞）

1983年
- 裝甲騎兵波德姆茲（—1984年，原作、導演、編劇、主題歌作詞）

1984年
- 機甲界加里安（—1985年、原作、導演）

1985年
- 蒼藍流星SPT雷茲納（—1986年、原作[注 4]、導演、編劇）

1987年
- 機甲戰記龍騎兵（編劇）

1988年
- 鎧傳（—1989年，劇本統籌[注 5]）

1989年
- 魔動王Granzort（—1990年，編劇）

1990年
- 魔神英雄傳2（編劇）

1991年
- 電腦小奇俠（日语：ゲンジ通信あげだま）（—1992年，演出協力）

1992年
- 超時空保姆（編劇）
- 緞帶魔法姬（—1993年，演出協力、編劇）

1994年
- 小紅帽恰恰（—1995年，演出協力、編劇）

1995年
- 守護天使莉莉佳（—1996年，演出協力）

1996年
- 玩偶遊戲（—1998年，劇本統籌、演出協力、編劇）
- 浪客劍心 (1996年版)（—1998年，演出協力）

1997年
- 勇者王我王凱牙（—1998年，製作人（共同））

1998年
- 餓沙羅鬼（—1999年，原案、導演）

1999年
- 藍色戰慄（—2000年，企劃協力）
- 此時此刻的我（特別協力）

2000年
- 隨風飄的月影蘭（編劇）
- GEAR戰士電童（—2001年，題字）

2001年
- 激鬥戰車（—2003年，題字）

2003年
- 激鬥戰車Nitro（日语：クラッシュギアNitro）（—2004年，題字）

2004年
- 戰區88（演出協力）
- 森林爺爺與森林小子（導演）
- 火之鳥（導演）
- 七武士（演出協力[12]）

2005年
- 動物橫町（演出協力）

2009年
- 森林大帝 -勇氣能改變未來-（製作協力）

2012年
- 松本零士「OZMA」（日语：オズマ (アニメ)）（總導演）
- 超速變形螺旋傑特（必殺技筆文字）

2015年
- 青年怪醫黑傑克（劇本統籌、超總監）

2016年
- Classica Loid（下集預告劇本）

2019年
- 臨死!! 江古田（日语：臨死!!江古田ちゃん）（導演（第6話）、劇本、分鏡）

2021年
- MUTEKING THE Dancing HERO（總導演[13]）

2024年
- 殺手寓言（導演）

2025年
- 魔神創造傳（必殺技筆文字）

### 電影動畫
1972年
- 烏托邦（出演（兒童旅行團））原作：東由多加，導演、製作：古澤憲吾 ［真人作品］

1981年
- 公主與惡魔（日语：悪魔と姫ぎみ）（導演）
- 頑皮大師（分鏡）
- 天狼星的傳說（日语：シリウスの伝説）（設定協力）

1983年
- 紀錄片 太陽之牙達格拉姆（原作[注 2]、導演）
- 迴力車Q達格拉姆（原案、分鏡）

1986年
- 裝甲騎兵波德姆茲：最後的紅肩隊（原作、導演）

2009年
- 劇場版 裝甲騎兵波德姆茲：裴爾森密件（原作、導演）

2019年
- Code Geass 復活的魯路修（原畫[14]）

### OVA

#### 新作
1985年
- 裝甲騎兵波德姆茲
  - 最後的紅肩隊（1985年，原作、導演）
  - 大決戰（1986年，原作、導演）
  - 紅肩隊記錄 野心的根源（1988年，原作、導演）
  - 榮耀的異端（1994年，總導演）
  - 裴爾森密件（2007年，原作、導演）
  - 幻影篇（2010年，原作、導演）
  - 孤影再現（2011年，原作、導演）

1986年
- 機甲界加里安 鐵之紋章（原作、導演）
- 蒼藍流星SPT雷茲納 ACT-III「刻印2000」（原作[注 4]、導演）

1988年
- 機甲獵兵梅洛林克（日语：機甲猟兵メロウリンク）（—1989年，原作、劇本統籌、編劇）
- TAMA&FRIENDS 3丁目物語（編劇）

1989年
- 藤子不二雄A的動畫高爾夫規則書（製作（共同））

1991年
- 英雄凱傳莫載克（日语：英雄凱伝モザイカ）（製作（共同）、導演）
- 機動戰士鋼彈0083：星塵回憶（—1992年，編劇）

1993年
- The Cockpit 鐵之龍騎兵（日语：戦場まんがシリーズ）（導演、編劇）

1994年
- 紺碧艦隊（編劇）

1995年
- 闇夜時代劇 甚助之耳（導演、編劇）
- 沉默的艦隊系列（—1998年，導演）

2000年
- 勇者王我王凱牙FINAL（監修）

#### 再剪輯作品
1985年
- 裝甲騎兵波德姆茲
  - VOL.I STORIES OF THE 'A.T. VOTOMS'（1985年，原作、導演）—新作剪輯原畫：鹽山紀生（日语：塩山紀生）
  - VOL.II HIGHLIGHTS FROM THE 'A.T. VOTOMS'（1985年，原作、導演）—新作剪輯原畫、錄影帶版片尾作畫：鹽山紀生
  - 烏多（日语：ウド (装甲騎兵ボトムズ)）（1986年，原作、導演）—片頭、片尾立體模型製作：MAX FACTORY
  - 庫門（日语：クメン王国）（1986年，原作、導演）—OP、ED立體模型製作：MAX FACTORY
  - 薩恩撒（日语：サンサ星）（1988年，原作、導演）—錄影帶版OP作畫：谷口守泰、ED作畫：鹽山紀生
  - 古因度（日语：クエント (装甲騎兵ボトムズ)）（1988年，原作、導演）—錄影帶版OP作畫：谷口守泰、ED作畫：鹽山紀生
  - LD-BOX「最佳收藏」（1991年）—附錄光碟 「VOL.X 証人喚問」 高橋良輔、鹽山紀生、大河原邦男訪談（再版LD-BOX《完整收藏III》版不含採訪）
  - 簡報 I（1994年）—對論：高橋良輔VS鹽山紀生
  - 簡報 II（1994年）—BGM錄音報告／乾裕樹訪談、對論：大河原邦男VS出渕裕

1986年
- 機甲界加里安
  - I 大地之章（1986年，原作、導演）—書末收錄高橋良輔的訪談
  - II 天空之章（1986年，原作、導演）—書末收錄鹽山紀生的訪談
- 蒼藍流星SPT雷茲納
  - ACT-I「英二1996」（1986年，原作[注 4]、導演）—新作剪輯原畫：谷口守泰
  - ACT-II「路·凱因1999」（1986年，原作[注 4]、導演）—新作剪輯原畫：谷口守泰

### 網路動畫
2006年
- FLAG（原作、總導演）
- 幕末機關說（原作、總導演）

2019年
- OBSOLETE（日语：OBSOLETE）（企劃製作）

### 著作

#### 小說
- 機甲獵兵梅洛林克（日语：機甲猟兵メロウリンク） 1
  - 插圖：谷口守泰，發行：1989年3月，Sonorama文庫（日语：ソノラマ文庫）（朝日Sonorama（日语：朝日ソノラマ））
- 莫戴克（日语：英雄凱伝モザイカ）
  - 插圖：鹽山紀生（日语：塩山紀生），發行：1992年8月，富士見Fantasia文庫（富士見書房）
- equal 加內西斯（日语：equal ガネシス）
  - 插圖：村瀨修功（日语：村瀬修功），《月刊Newtype》1993年—1994年連載（角川書店）
- 玩偶遊戲 少女戰鬥喜劇 1—7
  - 原作、插圖：小花美穗，發行：1996年6月—1997年8月，Cobalt文庫（集英社）
- 餓沙羅鬼
  - I 戰術甲冑 發行：1999年4月
  - II 傀儡子 發行：1999年6月
  - III 接觸 發行：1999年8月
  - IV 未來 發行：1999年9月
    - 著：野崎透（日语：野崎透），原案：矢立肇、高橋良輔，封面插圖：村瀨修功，卷首插圖：出裕，本文插圖：武半慎吾（全冊）、深野洋一（I—III）、村瀨修功（IV），角川Sneaker文庫（角川書店）
- 餓沙羅鬼 村井中尉的決心
  - 著：野崎透，原案：矢立肇、高橋良輔，插圖：植田洋一、深野洋一，發行：1999年7月，角川mini文庫（日语：角川mini文庫）（角川書店）
- DEAD POINT　1 -死點-
- DEAD POINT 2 -死點-
  - 原作：高橋良輔，插圖：吉原昌宏（日语：吉原昌宏），發行：2000年7月（第1冊）、2000年8月（第2冊），集英社Super Dash文庫（集英社）
- - 著：田中祥介，原案：高橋良輔，插圖：水玉螢之丞，發行：2002年9月，集英社Super Dash文庫（集英社）
- 裝甲騎兵波德姆茲
  - I 烏多篇（日语：ウド (装甲騎兵ボトムズ)），發行：2002年11月
  - II 庫門篇（日语：クメン王国），發行：2003年2月
  - III 薩恩撒篇（日语：サンサ星），發行：2003年6月
  - IV 古因度篇（日语：クエント (装甲騎兵ボトムズ)），發行：2003年10月
    - 封面插圖：大河原邦男，本文插圖：鹽山紀生，角川Sneaker文庫（角川書店）
- - 插圖、題字：高橋良輔，《日經人物！》9號／2005年7月號—（日經BP社（日语：日経BP））
- - 插圖、題字：高橋良輔，《日經流行網》2007年10月24日—（日經BP社）
- 裝甲騎兵波德姆茲：孤影再現
  - 題字：高橋良輔，插圖：鹽山紀生，《日經人物！》11號／2006年1月號（日經BP社）、《日經娛樂！》（更新發表）2006年5月號—2007年9月號（日經BP社）
- DIORAMA STORY 裝甲騎兵波德姆茲 COMMAND VOGT
  - 故事：野崎透，監修：高橋良輔，人物設定：鹽山紀生，機械設定：大河原邦男，《HobbyJAPAN（日语：ホビージャパン）》2006年9月號—（HobbyJAPAN）
- 裝甲騎兵波德姆茲：戰場上的哲學者
  - SB Creative發行，2016年
    - 裝甲騎兵波德姆茲：華麗的送葬隊伍
      - 矢立文庫（日语：矢立文庫）網路小說，2016年，收錄於《戰場上的哲學者》

    - 裝甲騎兵波德姆茲：鐵騎墜落
      - 收錄於《戰場上的哲學者》。2017年於矢立文庫網路小說上發佈
- 裝甲騎兵波德姆茲 兒童 神之子篇（日语：装甲騎兵ボトムズ チャイルド 神の子篇）
  - 網路小說，WebNewtype／電擊Hobby Web，2020年

#### 專欄、自傳
- - 矢立文庫Web專欄（2017年）
- - 矢立文庫Web專欄（2018年—2020年）
- - KADOKAWA（2019年）

#### 漫畫原作
- 太陽之牙達格拉姆 1—3（作畫：森藤嘉宏（日语：森藤よしひろ），發行：1982年12月—1983年3月，講談社）
- 裝甲騎兵波德姆茲 1—4（作畫：野中實（日语：のなかみのる），發行：1983年10月—1984年3月，講談社）
- 機甲界加里安（作畫：菅井優，《Comic BomBom》，1984年—1985年連載，講談社）未出單行本
- （作畫：金山明博，《Comic BomBom》，1985年連載，講談社）
  - 無敵機器人 托萊達G7 DVD紀念盒（發售：2005年9月，萬代影視）第一版包含復刻版作為特典。
- 裝甲騎兵波德姆茲：榮耀的異端（作畫：今掛勇，發行：1995年7月，MediaWorks、主婦之友社（日语：主婦の友社））
- ARMORED TROOPER VOTOMS（作畫：提姆·埃爾德雷德，發行：1997年，紐約US MANGA CORPS）
- 餓沙羅鬼 壹—四（作畫：MEIMU，發行：1998年12月—2000年6月，角川書店）

### 作詞
- 《英勇無敵號》片尾主題曲，銷售：1973年（華納先鋒）
  - 作曲、編曲：山本直純（日语：山本直純），歌：皇家騎士（日语：ロイヤルナイツ (ボーカルグループ)）
- 《太陽之牙達格拉姆》 片頭主題歌，銷售：1981年（KING RECORDS）
- 《太陽之牙達格拉姆》片尾主題歌，銷售：1981年（KING RECORDS）
- 《太陽之牙達格拉姆》插入歌，銷售：1982年 （KING RECORDS）
- 「EXODUS」《太陽之牙達格拉姆》插入歌，銷售：1982年（KING RECORDS）
  - 作曲：冬木透，編曲：武市昌久（日语：武市昌久），歌：麻田守（日语：麻田マモル）
- 《裝甲騎兵波德姆茲》片頭主題歌，銷售：1983年（KING RECORDS）
- 《裝甲騎兵波德姆茲》片尾主題歌，銷售：1983年（KING RECORDS）
  - 作曲、編曲：乾裕樹（日语：乾裕樹），歌：TETSU
- 《裝甲騎兵波德姆茲》插入歌，銷售：1983年（KING RECORDS）
  - 作曲、編曲：乾裕樹，歌：川浪葉子
- 《裝甲騎兵波德姆茲：裴爾森密件》片頭主題歌，銷售：2008年（Lantis）
- 《裝甲騎兵波德姆茲：裴爾森密件》片尾主題歌，銷售：2008年（Lantis）
  - 作曲：磯崎健史（日语：磯崎健史），編曲：佐佐木聰作、福田真一郎、二宮英樹，歌：柳喬治（日语：柳ジョージ）

一首未發行的歌曲是《英雄凱傳莫載克》（1991年）的主題歌。製作和銷售這首歌的沃克公司因為破產，由Studio DEEN繼續製作這首歌，而KING RECORDS負責銷售，並在KING RECORDS的要求下，與KING RECORDS旗下新的藝人合作更換了主題歌。
虫Production的《W3》（1966年）由當時創辦狀況劇團的唐十郎編寫了許多劇本，但高橋主要負責導演。他在明治大學主修戲劇，離開虫Productions後，他短暫轉戰地下戲劇。參加了東由多加領導的東京Kid Brothers，並與Kid組合的成員合作創作了討論紀錄片《烏托邦》（1972年）的主題歌，他們作為Kid組合的成員進行了漂流之旅。

### 舞台
- 武器屋（《裝甲騎兵波德姆茲》的舞台改編），座長：三矢雄二，演出：高橋良輔，青山劇場（日语：青山劇場），1996年

## 相關書籍
- 《波德姆茲、奧德賽 OUT '85年1月增刊》（虛擬小說：高橋良輔，插圖：鹽山紀生（日语：塩山紀生）），發行：1984年12月
- 《青之騎士貝魯澤魯加物語（日语：青の騎士ベルゼルガ物語） 「BLUE KNIGHT」》（電影化虛擬腳本：高橋良輔，插圖：鹽山紀生），發行：1987年2月 （HobbyJAPAN（日语：ホビージャパン））
- 《冒險英雄書25 裝甲騎兵波德姆茲 復仇星球席德》，著：山口宏（日语：山口宏 (脚本家)）（特別顧問：高橋良輔），發行：1987年9月（勁文社）
- 《裝甲騎兵波德姆茲：最後的紅肩隊》，著：吉川司（插圖：鹽山紀生，解說：高橋良輔），發行：1988年12月〈Animage文庫〉（徳間書店）
- 《流行文化評論 0 《EVA》的遺產》，著：霜月高中（日语：霜月たかなか）（《裝甲騎兵波德姆茲》雜感：稻葉振一郎（日语：稲葉振一郎）），發行：1997年12月（青弓社）
- 《文件檔案·波德姆茲—高橋良輔的動畫世界》，編著：霜月高中，發行：2000年5月（三一書房）
- 《波德姆茲Alive 御宅學叢書VOL.4》，著：岡島正晃、朝野正彥（日语：あさのまさひこ）、中島紳介（日语：中島紳介），發行：2000年8月（太田出版）
- 《波德姆茲聖經 裝甲騎兵波德姆茲完整記錄收集1》（MEMORY OF VOTOMS 高橋良輔訪談：大德哲夫），發行：2001年9月（樹想社）
- 《波德姆茲檔案 裝甲騎兵波德姆茲完整記錄收集2》（高橋導演的越南遊記），發行：2002年6月（樹想社）
- 《寶島COLLECTION 1億人手塚治虫》，編：1億人手塚治虫編輯委員會，發行：1989年8月（JICC出版局）
  - 評論來源


- 《人造人009（1）神話、傳說篇》 著：石之森章太郎（解說：高橋良輔），發行：1994年8月（秋田書店）
- 《人造人009完整書》，編：Zero Zero Number Project（CYBORG009 THE ANIMATION 1979-1980 高橋良輔訪談），發行：2001年10月（Media Factory）
- 《機器人歌劇》，著：瀨名秀明（機器人動畫娛樂產業/高橋良輔），發行：2004年6月（光文社）
- 《ROBOT Operation》，編：日經人物！（押井守、大河原邦男、高橋良輔 動畫創作者訪談），發行：2004年11月15日（日經BP社）
- ，著：倉田光吾郎（日语：倉田光吾郎）（包含大河原邦男×高橋良輔×鹽山紀生 3巨頭討論），發行：2005年05月（Infobahn）

## 講演
- 第25屆日本科幻大會「日本科幻—成果與未來」DAICON5『一座有機器人的城市』，吹田市文化會館（日语：吹田市文化会館），講演日期：1986年8月24日
- 「Japanimation 1963～2004」（招聘—獨立行政法人國際交流基金）協辦—指田英司講演
  - 墨西哥墨西哥城 墨西哥國立工業大學（西班牙语：Instituto Politécnico Nacional）［曼努埃爾·莫雷諾·托雷斯禮堂］，講演日期：2004年3月11日
  - 哥斯大黎加聖荷西［fanal劇場］，講演日期：2004年3月？日
  - 美國亞特蘭大 埃默里大學［哈蘭電影院禮堂］，講演日期：2004年3月15日
- 「Japanimation 1963～2004」，倉敷藝術科學大學（日语：倉敷芸術科学大学），講演日期：2004年6月28日，嘉賓：山浦榮二（日语：山浦栄二）、松谷孝征（日语：松谷孝征）
- 「高橋良輔導演談話 -動畫方向與導演的未來形象-」，WAO創意學院東京校，講演日期：2005年12月10日
- 「押井守導演×高橋良輔導演談動畫方向」，WAO創意學院東京校，講演日期（原定2006年4月6日已延後）
- 「高橋良輔導演 特別講義」，娛樂媒體綜合學院（日语：アミューズメントメディア総合学院）東京校，講演日期：2010年6月24日，講義進行：宗宮賢二

## 活動、電視出演
活動
- 第25屆日本科幻大會「日本科幻—成果與未來」DAICON5『MEDIC 機械設計大賽』，吹田市文化會館，1986年8月24日，出演者：佐藤元、谷口守泰、吉田徹、高橋良輔、永野護
- Volks「1/8 Scope Dog」發售紀念特別活動『創造波德姆茲男人們的聚會』，1995年12月17日，嘉賓：高橋良輔、塩山紀生、大河原邦男
- 中國設計專門學校「動畫祭典2000」岡山市Olga Hall，2000年XX月XX日，出席者：芝山努、高橋良輔、肝付兼太、立壁和也
- 《藍色戰慄》之後始末「沒有性的動畫是什麼」，新宿LOFT PLUS ONE，2000年6月7日，主持人：大晃一，嘉賓：高橋良輔、大地丙太郎
- 『達格拉姆&波德姆茲之夜』「回顧真實機器人的黃金時代」 高橋良輔&鹽山紀生脫口秀，池袋新文藝坐，2003年8月16日
- 《人造人009》DVD發售紀念活動 高橋良輔、蘆田豊雄、井上和彥脫口秀，2004年1月18日
- 『第7回ROBO-ONE』（日昇動畫、微軟）日本科學未來館，2005年3月19日—20日舉辦，特別審査員：大河原邦男，主持人：高橋良輔
- 日本工學院專門學校（蒲田校區） 「特別脫口秀」，2005年9月11日，嘉賓：富田祐弘、高橋良輔、樫村行弘、森浩美
- 「廣島/亞洲 動畫研討會」（邀請單位：雙年展基金、廣島市、廣島市文化財團、中國經濟產業局、(財)貿易研修中心），廣島麗嘉皇家酒店，2005年10月7日，出席者：松谷孝征、高橋良輔、金文生、金井宏一郎，進行：片山雅博
- 第18屆東京國際電影節/animecsT！FF T！FF動畫CGT！ FF動畫CG盛典『★最強SF傳說』「烏爾達」「記憶裂痕」「火鳥」上映，VIRGIN TOHO CINEMAS 六本木新城ART SCREEN，公演：2005年10月29日（談話嘉賓：高橋良輔）
- 偉大的機械師&《月刊HobbyJAPAN》 PRESENTS「波德姆茲夥伴們」，新宿LOFT PLUS ONE，2006年2月12日，主持人：木原浩勝，嘉賓：高橋良輔、井上幸一、MAX渡邊、岡島正晃 等
- WONDERFUL HOBBY LIFE FOR YOU2「Max Talk Battele Atage」，東京國際展示場，2006年2月19日，主持人：MAX渡邊，嘉賓：高橋良輔

電視出演
- 週六特集《鳳凰的訊息 ～手塚治虫的生命故事》「演出家 高橋良輔的挑戰」，NHK綜合，2004年4月3日，出演：高橋良輔、中島美嘉
- 創作者訪談（2003年） 主持人、嘉賓：富野由悠季 等
  - ※使用網路視訊分發服務的採訪節目

## 腳註

## 相關項目
- 日本動畫師列表（日语：アニメ関係者一覧）

## 外部連結
- ，存于 （日語）— 日經商業（日语：日経ビジネス）線上訪談文章。
- ，存于 （日語）
- Armored Homepage，存于 （日語）（高橋良輔執導機器人作品專頁）
- 高橋良輔監督 特別講義，存于 （日語）—娛樂媒體綜合學院（日语：アミューズメントメディア総合学院）